# Öxabäck
Öxabäck – miejscowość (tätort) w Szwecji, w regionie administracyjnym (län) Västra Götaland, w gminie Mark.
Według danych Szwedzkiego Urzędu Statystycznego liczba ludności wyniosła: 330 (31 grudnia 2015), 339 (31 grudnia 2018) i 333 (31 grudnia 2019).